# Agromyza megalopsis
Espèce
Agromyza megalopsis est une espèce d'insectes diptères de la famille des Agromyzidae.
C'est une mouche mineuse des céréales présente en Europe centrale et méridionale. Ses larves creusent des galeries (mines) dans les feuilles de graminées. L'espèce attaque principalement l'orge et le seigle, cependant les effets sur le rendement sont limités.